# زهرة الحواشي الحريرية
زهرة الحواشي الحريرية (باللاتينية: Veronica bombycina) نوع نباتي يتبع جنس زهرة الحواشي من الفصيلة الحملية. كانت تصنف سابقًا ضمن الفصيلة الغدبية.

## الموئل والانتشار
موطنها المشرق العربي وتركيا.